# Maurycy Jaroszyński
Maurycy Zdzisław Jaroszyński (ur. 2 maja 1890 w Piasecznie w pow. Sandomierz, zm. 19 marca 1974 w Warszawie) – prawnik polski, specjalista prawa administracyjnego i postępowania administracyjnego, profesor Uniwersytetu Warszawskiego, członek PAN, prezes Związku Powiatów Rzeczypospolitej Polskiej w 1933 roku, prezes Rady Związku Rewizyjnego Samorządu Terytorialnego w 1938 roku. Poseł na Sejm II RP II kadencji z ramienia BBWR zrzekł się mandatu 1 października 1929.

## Życiorys
Urodził się w rodzinie Wacława, rolnika, i Marii z Hoeschlów. Uczęszczał do gimnazjum w Tarnowie (w 1908 otrzymał świadectwo dojrzałości z odznaczeniem w miejscowym C. K. I gimnazjum), w latach 1908–1912 studiował prawo na Uniwersytecie Lwowskim, m.in. u Romana Longchamps de Bérier. Był członkiem Organizacji Młodzieży Niepodległościowej „Zarzewie”. Po studiach pracował w administracji państwowej; w 1914 uzyskał na Uniwersytecie Lwowskim stopień doktora nauk prawnych. W czasie I wojny światowej odbył służbę wojskową w armii austriackiej.
W 1918 podjął pracę w administracji publicznej. Pełnił m.in. funkcję przewodniczącego komisji dla usprawnienia administracji publicznej. W latach 20. pełnił stanowisko starosty powiatu mławskiego. W 1925 został docentem, kierował Katedrą Prawa Administracyjnego w Wolnej Wszechnicy Polskiej w Warszawie i wykładał tam politykę komunalną (do wybuchu II wojny światowej), a od 1929 także w warszawskiej Wyższej Szkole Handlowej (od 1933 pod nazwą Szkoła Główna Handlowa), gdzie był profesorem nadzwyczajnym. Na początku 1939 został prezesem Państwowego Banku Rolnego.
W czasie wojny przebywał na emigracji, w latach 1942–1945 wykładał prawo administracyjne i państwowe na Uniwersytecie Polskim w Oksfordzie. W 1946 został profesorem na Wydziale Prawa Uniwersytetu Warszawskiego, gdzie do przejścia na emeryturę (1960) kierował Katedrą Prawa Administracyjnego.
W latach 1947–1958 był członkiem Prezydium Rady Głównej Szkolnictwa Wyższego. Współpracował z Międzynarodowym Instytutem Nauk Administracyjnych w Brukseli, gdzie był wiceprzewodniczącym (1947–1949) i przewodniczącym Sekcji Polskiej (1947–1961). Przewodniczył Radzie Naukowej Instytutu Nauk Prawnych PAN (1960–1971). Kontynuował również pracę w administracji rządowej, pełniąc funkcje m.in. dyrektora Biura Organizacji Prezesa Rady Ministrów (1945–1946), dyrektora Biura Organizacji i Spraw Osobowych przy Prezesie Rady Ministrów, zastępcy kierownika Kancelarii Rady Państwa, dyrektora generalnego w Ministerstwie Gospodarki Komunalnej.
W 1958 został powołany na członka korespondenta Polskiej Akademii Nauk, w 1964 na członka rzeczywistego akademii. Był zastępcą sekretarza naukowego PAN (1958–1965), członkiem Prezydium PAN (1958–1968), zastępcą przewodniczącego (1956–1960) i przewodniczącym (1960–1962) Komitetu Nauk Prawnych PAN, zastępcą przewodniczącego Centralnej Komisji Kwalifikacyjnej (1965–1971). Jeszcze w okresie międzywojennym pełnił funkcję prezesa Związku Rewizyjnego Samorządu Terytorialnego.
Zainteresowania naukowe Jaroszyńskiego obejmowały prawo administracyjne, postępowanie administracyjne oraz zarządzanie gospodarką narodową. Był jednym z współtwórców kodyfikacji z zakresu postępowania administracyjnego, egzekucji administracyjnej i prawa o ustroju administracji (1928), mającej na celu ujednolicenie systemów porozbiorowych. W pracy Samorząd w gospodarce planowej (1949) omówił zagadnienie organizacji administracji wobec centralnego planowania gospodarczego. Zainicjował badania nad systemem kontroli administracji w Polsce. Brał udział w wielu międzynarodowych konferencjach i zjazdach poświęconych prawu administracyjnemu, m.in. w Międzynarodowym Instytucie Nauk Administracyjnych w Bernie (1947), na uniwersytetach w Madrycie (1956) i Wiesbaden (1959). Współpracował z szeregiem czasopism – miesięcznikiem „Samorząd”, kwartalnikiem „Samorząd Terytorialny”, oraz „Radą Narodową”, „Problemami Rad Narodowych”, „Studiami Prawniczymi”.
Od 13 sierpnia 1935 był mężem Marii Władysławy z Grandowskich (1903–1997). Mieli syna Adama (ur. 1941), adwokata, prof. prawa administracyjnego, zastępcę Dyrektora Instytutu Administracji i Zarządzania UW, członka Rady Legislacyjnej V i VII kadencji.
Zmarł w Warszawie, pochowany na cmentarzu Wojskowym na Powązkach (kwatera A 35-2-8).

## Niektóre publikacje
- Samorząd terytorjalny w Polsce: stan obecny: wnioski do reformy (1923)
- Samorząd gminy wiejskiej (1925)
- Rozważania ideologiczne i programowe na temat samorządu (1936)
- Nowe aspekty zagadnienia kontroli administracji (1950)
- Gospodarka komunalna w planie sześcioletnim (1951)
- Prawo szkół wyższych (1955, z Józefem Litwinem i Walerym Taborskim)
- Węzłowe zagadnienia prawa wodnego w Polsce Ludowej (1955)
- Polskie prawo administracyjne. Część ogólna (1956, z Marianem Zimmermannem i Wacławem Brzezińskim)
- Z problematyki teorii organów państwowych (1956)
- Polskie prawo administracyjne. Część szczegółowa (1957–1958, 4 części, z Jerzym Starościakiem)
- Z problematyki podwójnego podporządkowania w systemie rad narodowych (1957)
- Zagadnienia rad narodowych. Studium prawno-polityczne (1961)
- Prawo pracowników naukowych (1967)

## Ordery i odznaczenia
- Order Sztandaru Pracy I klasy (1959)
- Krzyż Komandorski z Gwiazdą Orderu Odrodzenia Polski (dwukrotnie: 10 listopada 1927[13], po 1944)
- Krzyż Kawalerski Orderu Odrodzenia Polski (31 grudnia 1923)[14]
- Złoty Krzyż Zasługi (trzykrotnie: po raz I 9 listopada 1931[15], po raz III 22 lipca 1949[16])
- Medal Niepodległości (12 marca 1931)[17]
- Medal 10-lecia Polski Ludowej (19 stycznia 1955)[18]